# 이호섭 (1959년)
이호섭(李虎燮, 1959년 9월 12일(음력 9월 12일)은 대한민국의 작곡가, 작사가이다.

## 생애
1959년 경상남도 의령에서 출생하였다. 이호섭은 어려서부터 음악을 좋아하였으나 그의 어머니는 판사가 되길 바랬다. 이호섭은 음악에 뜻이 있었지만 가세가 기울자 판사에 뜻을 두고 공부하였다. 그러나 사법시험에 도전해 낙방의 쓴잔을 마시고는 판사의 꿈을 포기하였다.
하지만 가요계에 입문하자 그의 재능은 활짝 꽃피었다. 문희옥의 '사투리 디스코'로 순식간에 가요계의 스타 작사가로 부상하였다. 이호섭에게는 세계 최초라는 타이틀이 늘 따라 다닌다. 이후 문희옥의 '천방지축', 주현미의 '짝사랑', 박남정의 '사랑의 불시착' 등의 노랫말을 지으면서 인기있는 작사가가 되었다. 작곡가로서는 1991년에 발표한 설운도의 3집 앨범 타이틀 곡 '다함께 차차차'부터 시작하였다.
작곡가로는 세계 최초로 TV와 라디오 진행자가 되었고 KBS happy fM 《이호섭 임수민의 희망가요》 장수 MC로 공로를 인정 받아 골든 마스크로 제작되어 KBS에 영구전시가 되었다. 또 세계 최초로 노래창법을 《가요가창학》이라는 새로운 학문으로 창제하여, 한국이 종주국인 미래산업으로 발전시키기 위해 세계로 전파해 나가고 있다. 2014년에 서강대 대학원에서 〈한국 개화기 시가와 악곡의 결합양상 연구〉로 국어국문학 석사 학위를 취득하였다. 그리고 2019년에 서강대 대학원에서 〈고려시가와 음악의 관계 연구〉로 국어국문학 박사 학위를 취득하였다. 
2022년 봄 부터 아나운서 임수민과 함께, 송해 선생님이 건강 문제로  전국노래자랑 MC 하차 의사를 밝힌 이후 임시 MC를 맡아 계속해서 전국노래자랑을 진행해 오다가, 송해 선생님이 6월 8일 작고하신 이후 임수민 아나운서와 함께 제 8대 전국노래자랑 메인 MC로 활동하였으며 또한 2015년부터 매년마다 고향인 경남 의령군에서 이호섭가요제가 개최되고있다 또한 가요제가 한동안 코로나로 인하여 개최되지 못하다가 2022년 10월 29일 의령서동 생활 공원 특설무대에서 제6회 이호섭가요제가 성황리에 개최되었고 가요제 행사에 앞서 2022년 10월27일 의령군 지정면 두곡리에 노래비가 건립되어 제막식이 진행되었다 노래비에는 이호섭 작사,김영광 작곡으로 1989년 발표한 주현미의 짝사랑,1991년 발표한 김병걸 작사,이호섭 작곡으로 발표한 설운도의 다함께 차차차 노래가 기록되었으며,
2023년 4월 22일 제7회 이호섭가요제가 의령 서동 생활 공원에서 제48회 홍의장군 축제와 함께 동반행사로 개최되었고2023년 11월 21일 고향 의령군 지정면 봉곡리에서 두곡리까지 8.7KM 구간으로 명예도로명 "이호섭로"가 부여되었다
2024년 4월20일 제8회 이호섭 가요제가 의령서동 생활 공원에서 개최되었다
그리고 2024년 5월29일 아침마당<도전! 꿈의 무대> 2023 왕중왕전  출전 전원에게 신곡을 선물하여 기념 앨범이 발매 되었는데 참여가수로는 고정우,양지원,최윤하(성빈),옥샘,김다나,유호,무룡,명진,나현민,성민지,이승환,최상,최대성,한태웅 14명 가수가 참여하였다
2025년 올해 4월 19일에 제9회 이호섭 가요제가 의령 서동 생활 공원에서 개최되었다

## 경력
- KBS
- 전국노래자랑 심사위원
- 전국노래자랑 MC 2022년 5월 22일 ~ 2022년 10월 9일
- MBC
- 신인가요제 심사위원
- 강변가요제 심사위원

- 한국가창교육원 학과장
- 한국가창학회 회장
- 한국가요작가협회 이사
- 한국음악저작권협회 정회원
- 건국대 예술 디자인 대학원 공연예술학과 초빙교수
- 이호섭 트로트 가요대학 학장

## 학력
- 2014년 서강대학교 대학원 국어국문학 석사
- 2019년 서강대학교 대학원 국어국문학 박사

## 대표곡
- 1986년: 설운도 - 〈원점〉(작사: 이호섭, 작곡: 설운도)
- 1987년: 문희옥 - 〈천방지축〉(작사: 이호섭, 작곡: 안치행)
- 1987년: 문희옥 - 〈삼수갑산 비둘기〉(작사: 이호섭, 작곡: 안치행)
- 1988년: 박남정 - 〈사랑의 불시착〉(작사: 이호섭, 작곡: 김기표)
- 1989년: 박남정 - 〈스물 한알의 포도송이〉(작사: 이호섭, 작곡: 김명곤)
- 1989년: 주현미 - 〈짝사랑〉(작사: 이호섭, 작곡: 김영광)
- 1989년: 주현미 - 〈어제같은 이별〉(작사: 이호섭, 작곡: 김영광)
- 1990년: 주현미 - 〈잠깐만〉(작사: 이호섭, 작곡: 김영광)
- 1990년: 현철 - 〈싫다 싫어〉(작사: 이호섭, 작곡: 박성훈)
- 1990년: 박진선 - 〈바보야 그사람〉(작사: 이호섭, 작곡: 안치행)
- 1991년: 주현미 - 〈추억으로 가는 당신〉(작사: 이호섭, 작곡: 임기석)
- 1991년: 설운도 - 〈다함께 차차차〉(작사: 김병걸, 작곡: 이호섭)
- 1992년: 윤희상 - 〈카스바의 여인〉(작사: 장경수, 작곡: 이호섭)
- 1993년: 편승엽 - 〈찬찬찬〉(작사: 김병걸, 작곡: 이호섭)
- 1993년: 김혜연 - 〈바보같은 여자〉(작사: 서판석, 작곡: 이호섭)
- 1994년: 강진 - 〈삼각관계〉(작사: 김병걸, 작곡: 이호섭)
- 1996년: 이자연 - 〈찰랑찰랑〉(작사: 박건호, 작곡: 이호섭)
- 1997년: 이혜미 - 〈사랑열차 주말열차〉(작사: 이호섭, 작곡: 이호섭)
- 1998년: 현철 -〈착각하지 마세요〉(작사: 장경수, 작곡: 이호섭)
- 2000년: 태민 - 〈아줌마 시대〉(작사: 권금영, 작곡: 이호섭)
- 2000년: 이자연 - 〈아름다운 사랑〉(작사: 박건호, 작곡: 이호섭)
- 2000년: 윤희상 - 〈텍사스 룸바〉(작사: 이호섭, 작곡: 이호섭)
- 2001년: 조규철 - 〈운명같은 여인〉(작사: 장경수, 작곡: 이호섭)
- 2001년: 김혜연 - 〈그대를 사랑해〉(작사: 서판석, 작곡: 이호섭)
- 2002년: 최석준 - 〈다시 태어난 남자〉(작사: 이호섭, 작곡: 이호섭)
- 2002년: 방실이 - 〈뭐야뭐야〉(작사: 이호섭, 작곡: 이호섭)
- 2004년: 하춘화 - 〈왜 이제 왔어〉(작사: 화야,  작곡: 이호섭)
- 2005년: 방실이 - 〈아! 사루비아〉(작사: 이가원, 작곡: 이호섭)
- 2005년: 김국환 - 〈주사위〉(작사: 우정, 작곡: 이호섭)
- 2006년: 김명성 - 〈신비한 사랑〉(작사: 지원, 작곡: 이호섭)
- 2006년: 이혜미 - 〈넝쿨째 굴러온 당신〉(작사: 오영현, 작곡: 이호섭)
- 2006년: 방실이 - 〈괜찮아요〉(작사: 김병걸, 작곡: 이호섭)
- 2009년: 김연자 - 〈10분 내로〉(작사: 이병오, 작곡: 이호섭)
- 2010년: 하춘화 - 〈외길춘화〉(작사: 김시원, 작곡: 이호섭)
- 2011년: 강신 - 〈아리까리〉(작사: 김시원, 작곡: 이호섭)
- 2012년: 하춘화 & 이호섭 - 〈휘뚜루 마뚜루〉(작사: 김시원, 작곡: 이호섭)
- 2013년: 김용임 - 〈내장산〉(작사: 고순옥, 작곡: 이호섭)
- 2014년: 현당 - 〈태종대의 밤〉 (작사: 선희준, 작곡: 이호섭)
- 2015년: 현자 - 〈디귿자로 돌아가면〉(작사: 이호섭, 작곡: 이호섭)
- 2018년: 강진 - 〈LA 나그네〉(작사: 성호경, 작곡: 이호섭)
- 2018년: 하춘화 - 〈마산항엔 비가내린다〉(작사: 하춘화, 작곡: 이호섭)
- 2019년:조항조&송나래 - 〈미드 나이트순천〉(작사: 이호섭, 작곡: 이호섭)
- 2019년:배진아- 〈마산에서 만나요〉(작사: 이호섭, 작곡: 이호섭)
- 2019년:이자연 〈춤추는 당신〉(작사: 이채운, 작곡: 이호섭)
- 2020년 :신유_<<남남으로>>(작사:김병걸,작곡:이호섭)
- 2020년 :윤수현_<와룡시장은 별천지>(작사:이호섭,작곡:이호섭)
- 2021년:이자연 - 〈내생애 최고 좋은날 〉(작사: 이호섭, 이자연 작곡: 이채운)
- 2021년:진요근 - 〈덤으로 사는 인생〉(작사: 김시원,작곡: 이호섭)
- 2021년:홍주 - 〈봉황은 아무곳에서나 둥지를 틀지 않는다〉(작사: 이호섭, 작곡: 이호섭)
- 2021년:명성희 - 〈카톡해줘요 〉(작사: 이연옥,작곡: 이호섭)
- 2021년:장유정 - 〈정류장 〉(작사: 장유정,작곡: 이호섭)
- 2021년:채영인 - 〈이사 갑니다 〉(작사: 박종희,작곡: 이호섭)
- 2022년:김다현 - 〈세빛섬의 달 〉(작사: 김시원,작곡: 이호섭)
- 2022년:김다현 - 〈농다리 〉(작사: 김시원,작곡: 이호섭)
- 2023년:김다현 - 〈공산 명월〉(작사: 김시원, 이채운,작곡: 이호섭)
- 2023년:성민 - 〈애리 〉(작사: 최흥호,작곡: 이호섭)
- 2023년: 하춘화&하유나 - 〈엄마와 딸 〉(작사:하춘화, 작곡: 이호섭)
- 2024년:김태연-  <내가 꽃 이다> (작사:이호섭, 작곡:이호섭)
- 2025년:윙크_<행복의 샘터>(작사:이채운,작곡:이호섭)
- 2025년:빈예서_< 분향기  >(작사:이채운,작곡:이호섭)
- 2025년:민수현 _<쑥부쟁이>(작사:최흥호,작곡:이호섭)
- 2025년:민수현_<진도 아지매>(작사:이호섭, 작곡:안치행)
- 2025년:현자-<내 심장의 당신>(작사:최흥호, 작곡:이호섭)

## 저서
- 《대중 가요 가창법 총서 1》(1996년)
- 《한국개화기 시가와 악곡의결합 양상 연구》(서강대 석사학위 논문, 2014년)
- 《고려시가와 음악의 관계 연구》(서강대 박사학위 논문, 2019년)
- <<가요 가창학>> (이호섭,이채운 공저/도서출판지식공감, 2020년)
- <<고려 시가와 음악>> (이호섭 저자/도서 출판 박이정 ,2022년)
- <<포기하지않는 배움, 꿈을 이룬 18인의 인생노트>> (집필 공동 참여 /도서 출판 대원사 ,2023년)

## 방송진행
- KBS 제2라디오 Happy FM 《이호섭 · 임수민의 희망가요》 최장수 11년 MC
- ABN 아름방송 《이호섭의 Happy Day》 MC
- 경기케이블TV 《이호섭의 가요 3040》 MC
- TBN 한국교통방송 《이호섭 · 김윤희의 신나는 운전석》 MC
- KBS 《아침마당》, 《생방송 오늘》, 《TV쇼 진품명품》, 《여유만만》, 《新 TV는 사랑을 싣고》, 《2TV 아침》
- KBS 원주방송국 《이호섭의 가요학당》 MC- 2003~2015
- BTN 불교TV 《이호섭의 가요학당》 MC- 2011~2012
- KBS 원주방송국 《이호섭의 토크쇼! 노래따라 유행따라》 MC 2016~2018
- KBS 원주방송국 《FM 콘서트》 공동MC 2019~현재
- KBS 한민족 방송 라디오 《보고싶은 얼굴 그리운목소리-동포노래방》 코너 MC 1994~현재
- KBS 1TV 노래가 좋아 심사위원(2020/9/1일~2023/6/4 )
- KBS 1TV 전국 노래자랑 공동 MC (2022/5/22일~2022/10/9 )
- 스카이라이프 한문철 tv 《 가수 클리닉ㅡ무명과의 전쟁 》 가수 닥터 (2022/12/2)
- KBS 1TV 아침마당 <도전! 꿈의 무대>고정 패널(2023/5/3~현재)

## 수상 내역
- 2024년 제17회 가요 작가의날 최고 작가상 수상(2024년 12월 10일)
- 2021년 문화체육관광부장관 표창
- 2020년 제2회 대한민국 위대한 국민대상《대중가요부문 대상》
- 2015년 제23회 대한민국 문화연예대상 작곡가상
- 2007년 〈이호섭.임수민의 희망가요〉 최장.최고인기M.C 공로로 골든마스크 KBS에 영구전시
- 2006년 제13회 대한민국연예예술대상 국무총리상
- 2004년 제11회 대한민국연예예술대상 작곡상
- 2003년 제10회 대한민국연예예술대상 라디오 M.C상
- 2001년 제8회 대한민국연예예술대상 작곡상
- MBC 최고인기 가요상 (1989년 ~ 1990년) 짝사랑, 잠깐만.

## 가족 관계
- 아내,장남 작곡가이채운,차남 이재필